# Metrosideros carminea
Metrosideros carminea är en myrtenväxtart som beskrevs av Walter Reginald Brook Oliver. Metrosideros carminea ingår i släktet Metrosideros och familjen myrtenväxter. Inga underarter finns listade i Catalogue of Life.

## Bildgalleri

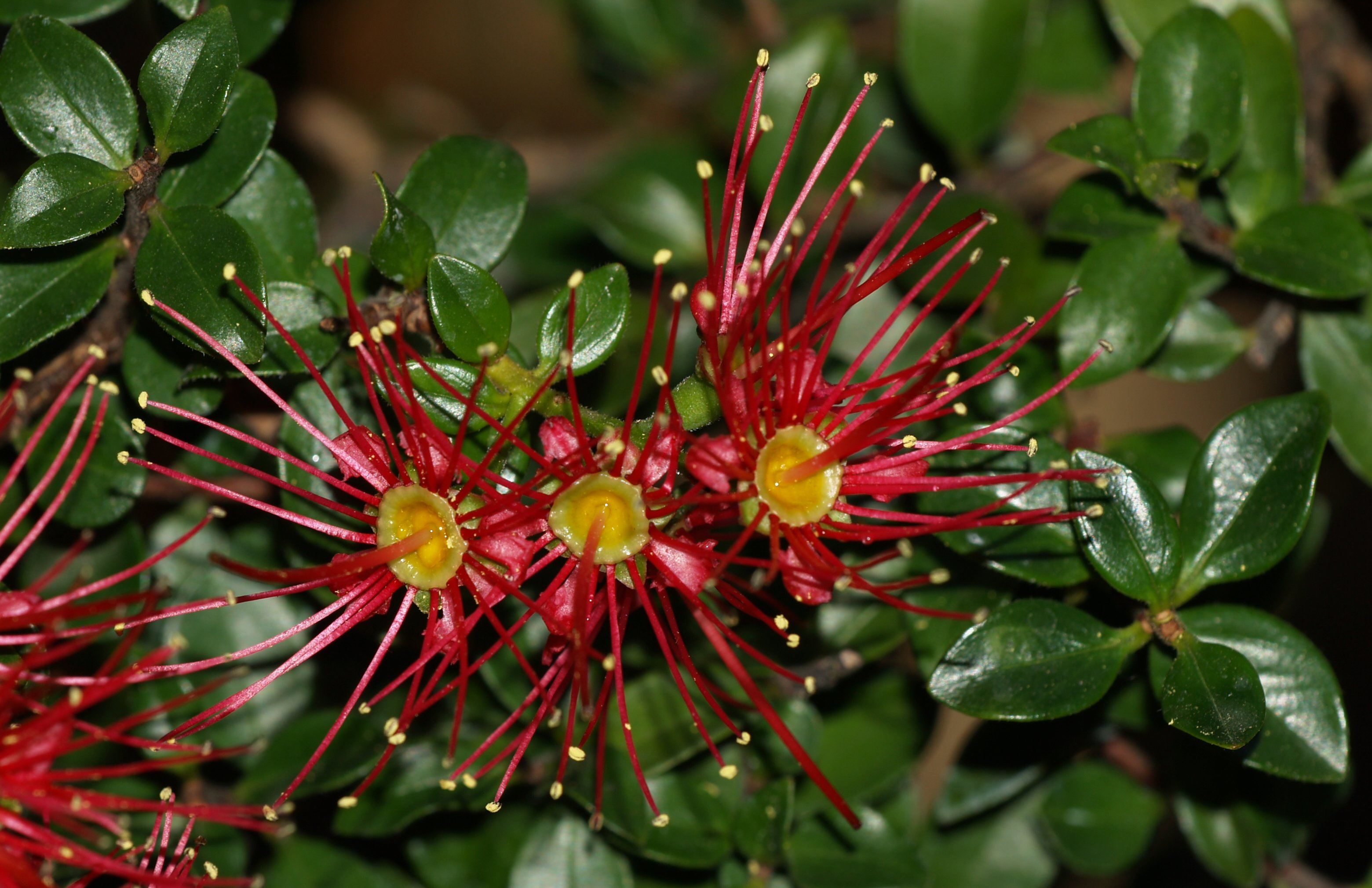
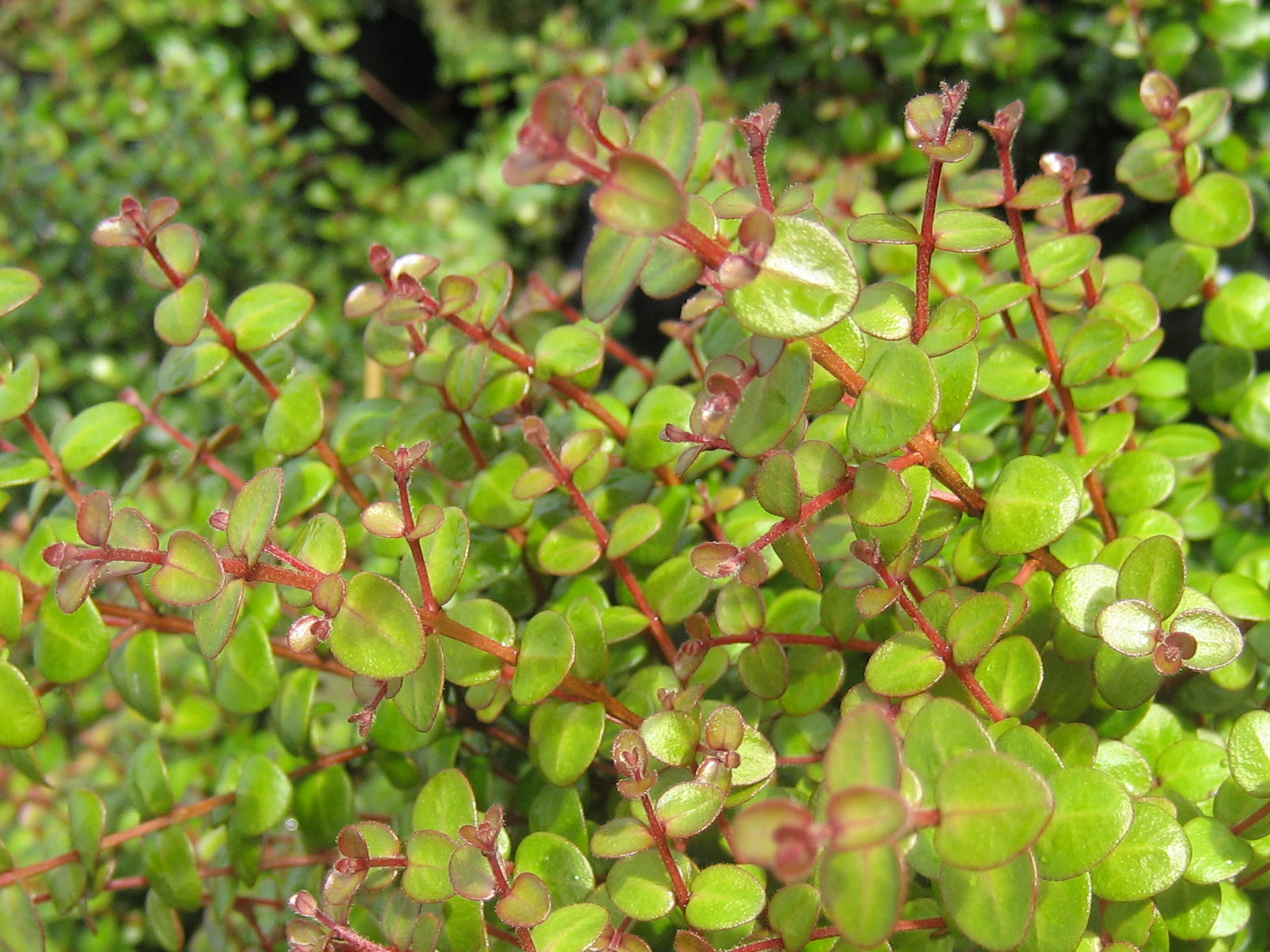